# Дом-музей И. С. Ключникова-Палантая
Дом-музей И. С. Ключникова-Палантая (Йошкар-Ола) — мемориальный музей, располагающийся в городе Йошкар-Оле — столице Республики Марий Эл. Посвящён жизни и творчеству первого марийского композитора — И. С. Ключникова-Палантая. Является структурным подразделением Национального музея Республики Марий Эл имени Тимофея Евсеева.

## История
Основан 16 марта 1960 года. Открыт как филиал Марийского республиканского научно-краеведческого музея (ныне Национальный музей Республики Марий Эл им. Т. Евсеева) 10 июня 1961 года, в год 75-летия со дня рождения и к 35-летию со дня смерти основоположника марийской профессиональной музыки И. С. Ключникова-Палантая, в доме, в котором он жил в 1925—1926 годах. Первая экспозиция музея состояла из двух мемориальных комнат семьи композитора и выставочного зала, где на стендах и в витринах были представлены фото и документы из личного архива композитора.
В ноябре 1957 года на доме была открыта памятная доска.
В 1986 году к 100-летнему юбилею композитора была произведена реставрация Дома-музея.

## Здание
Дом был построен в конце 1924 года, это одноэтажный деревянный дом с двухскатной кровлей и простым фасадом. В этом доме жил первый марийский композитор И. С. Ключников-Палантай последние годы своей жизни (1925—1926).
С 1957 года на фасаде дома имеется памятная доска.
В 1986 году в результате реставрации Дома-музея была восстановлена внутренняя обстановка комнат, в таком виде музей работает и в настоящее время. Состоит из 3 комнат: гостиной, рабочего кабинета композитора, детской. В кабинете композитор работал над своими сочинениями, на письменном столе расположены ноты и его рукописи. Детская комната предназначалась для маленькой дочери Риты и жены Марии Александровны.
В 2021 году в результате реализации проекта «Кÿсле» («Гусли») была обновлена и дополнена действующая экспозиция музея.
В 2022 году была проведена реконструкция здания музея, благоустроена прилегающая территория, установлен арт-объект.
Дом является объектом культурного наследия Республики Марий Эл.

## Экспозиции и выставки
- Постоянная экспозиция музея. Здесь представлено более 100 экспонатов, среди которых: личные вещи, рукописи, мебель, музыкальные инструменты композитора. Интересно фортепиано, на котором он сочинял свои произведения и делал обработки народных песен, и скрипка композитора. В гостиной стоят ломберный столик, венские стулья, западноевропейский посудный буфет, коллекция фаянсовой посуды конца XIX — начала XX веков, патефон фирмы «Одеон», немецкие настенные часы «Le Roi Paris». Здесь находятся кровать, игрушки, комод[2][7].
- «Жизнь и творчество И.С. Ключникова-Палантая». Передвижная баннерная выставка. На 7 баннерах в фотографиях и документах отражены основные этапы жизни и творчества марийского композитора И.С. Ключникова-Палантая[2].
- «Марийская симфония». Передвижная баннерная выставка посвящена творчеству известных композиторов, среди которых Яков Эшпай, Андрей Эшпай, Константин Гейст, Эрик Сапаев, Лев Сахаров, Кузьма Смирнов, Алексей Искандаров, Нифонт Сидушкин, Анатолий Луппов, Владислав Куприянов. Выставка размещена на двух больших баннерах[2].

## Деятельность
В музее проводятся массовые мероприятия: экскурсии «И. С. Ключников-Палантай — первый марийский композитор», «Интерьер дома городского интеллигента начала XX века», музейно-образовательные программы: «Первый марийский композитор И.С. Ключников-Палантай», «Марийские народные музыкальные инструменты», «Домисоль», «Марийские гусли» и др.
Организуются тематические выставки, посвящённые развитию музыкального искусства в Марий Эл, известным композиторам, музыкантам и др.
Интерес посетителей вызывают мастер-класс по оформлению сувенира в технике декупаж, интерактивное письмо пером и чернилами и заполнение квеста по Дому-музею.
В 2021 году реализован проект «Кÿсле» («Гусли»). Целью проекта стало создание единой локальной зоны продвижения и пропаганды бренда «Марийские гусли» для привлечения туристического потока. 23 апреля 2021 года открылась выставка «Кÿсле», посвящённая марийским гуслям. Мероприятие проходило в рамках декады памяти композитора «Палантаевский апрель» (к 135-летию со дня рождения И. С. Ключникова-Палантая). На выставке была представлена коллекция гуслей из фондов Национального музея Республики Марий Эл им. Т. Евсеева.